# Villafranca Tirrena
Villafranca Tirrena is een gemeente in de Italiaanse provincie Messina (regio Sicilië) en telt 8921 inwoners (31-12-2004). De oppervlakte bedraagt 14,3 km², de bevolkingsdichtheid is 624 inwoners per km².
De volgende frazioni maken deel uit van de gemeente: Serro, Divieto, Castelluccio, Castello en Calvaruso.

## Demografie
Villafranca Tirrena telt ongeveer 3540 huishoudens. Het aantal inwoners steeg in de periode 1991-2001 met 15,5% volgens cijfers uit de tienjaarlijkse volkstellingen van ISTAT.
| Jaar | Inwoneraantal |
| ---- | ------------- |
| 1991 | 7372          |
| 2001 | 8517          |

## Geografie
Villafranca Tirrena grenst aan de volgende gemeenten: Messina en Saponara. 

## Sport
Villafranca Tirrena was op 6 oktober 2020 aankomstplaats van de vierde etappe van wielerkoers Ronde van Italië. Deze etappe werd gewonnen door de Fransman Arnaud Démare.

## Galerij

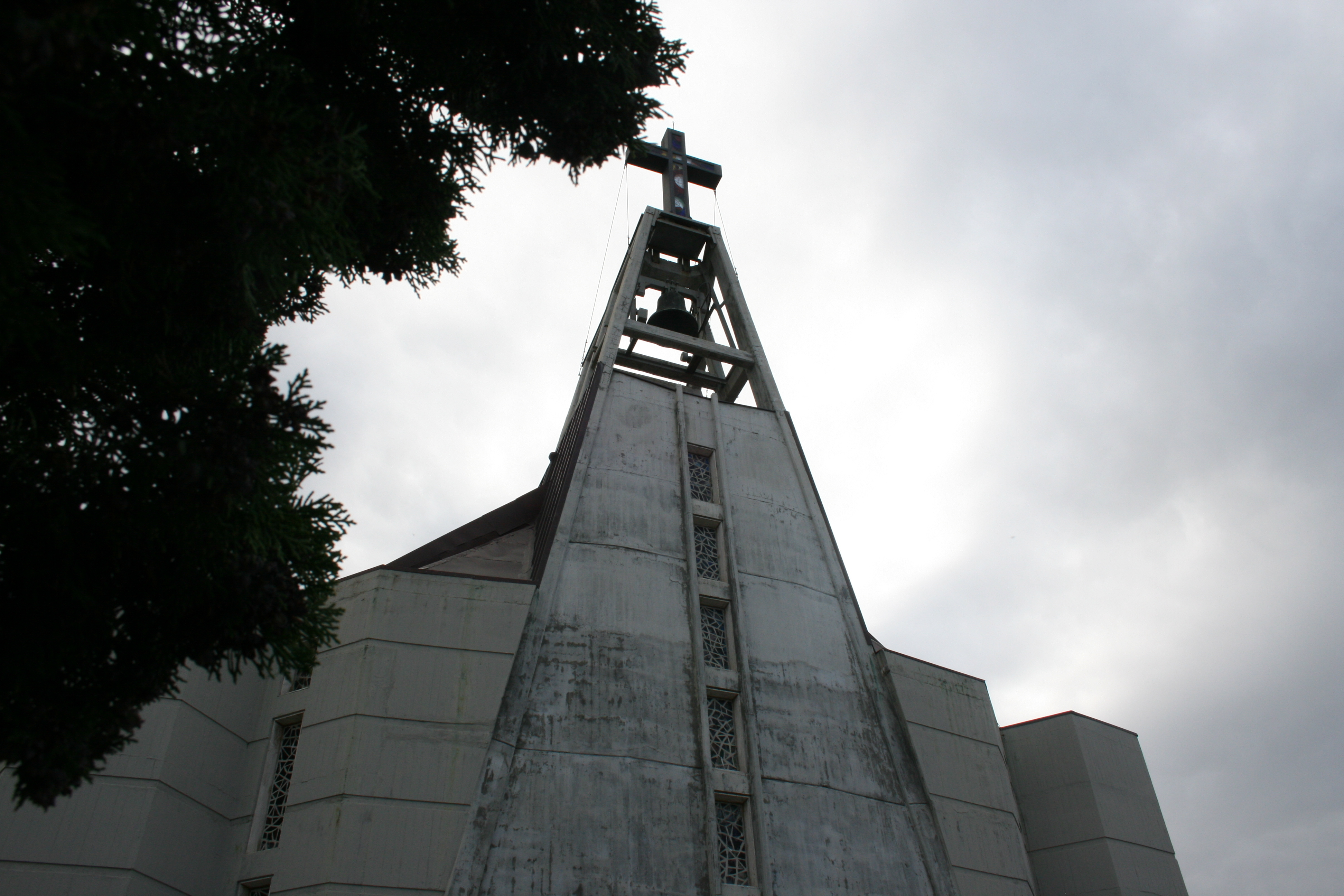
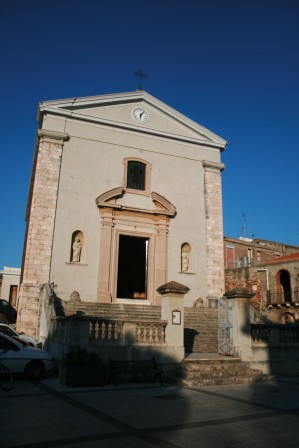
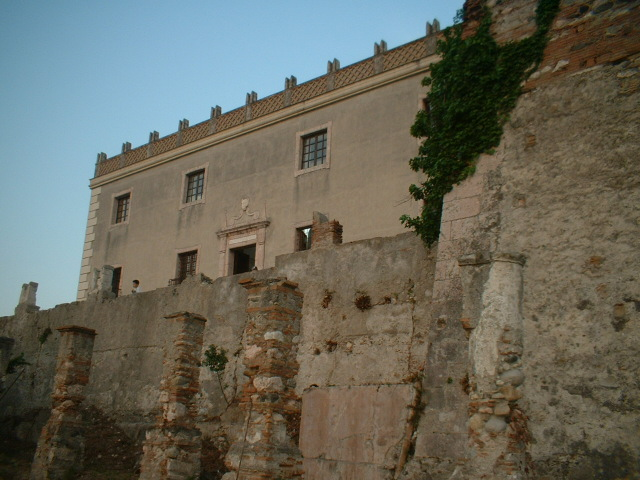
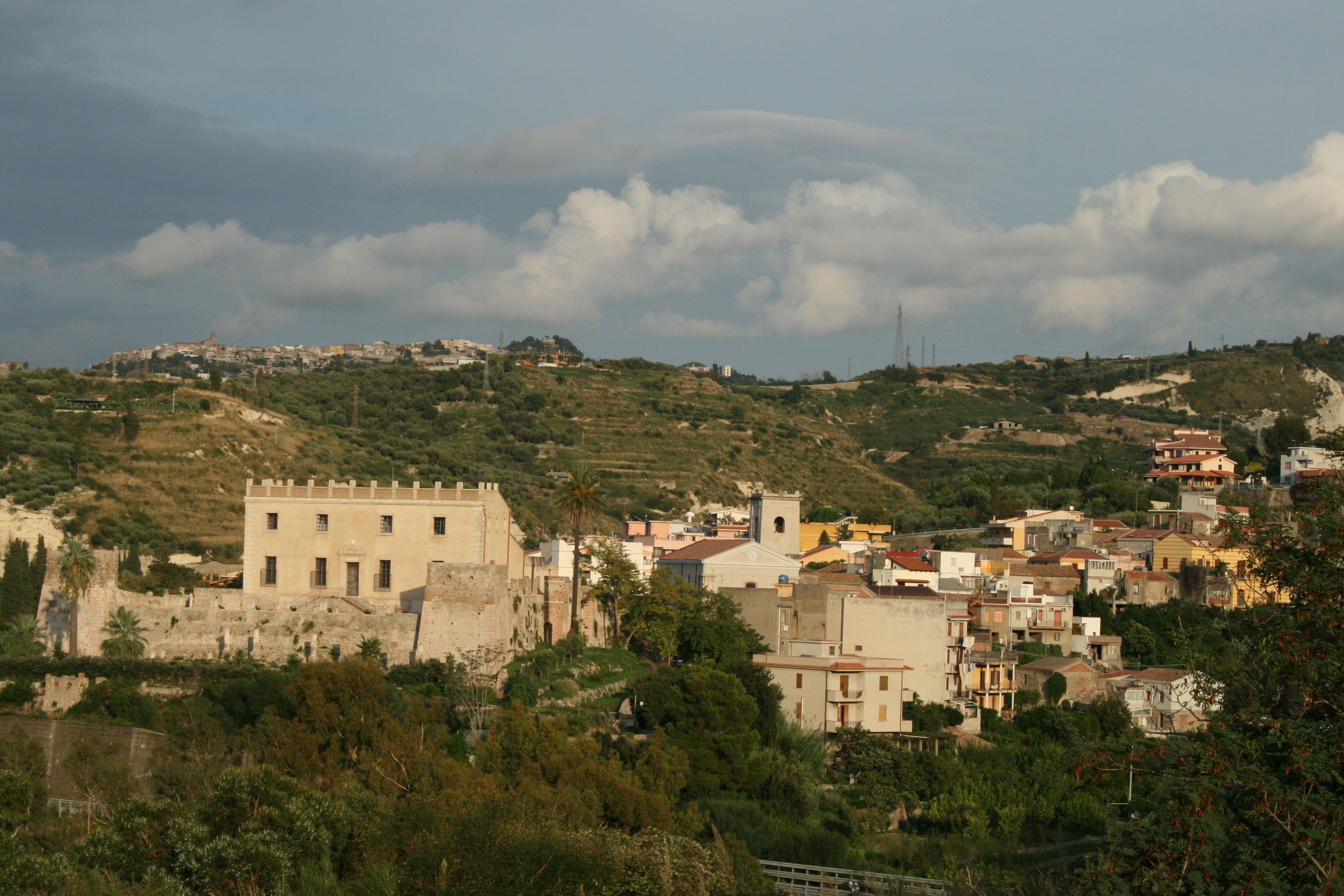